# Кандалакське міське поселення
Кандала́кське міське́ посе́лення (рос. Кандалакшское городское поселение) — адміністративне утворення у складі Кандалакського району Мурманської області, Росія.

## Склад
До складу поселення входять такі населені пункти:
| Населений пункт | Населення, осіб (2010) |
| --------------- | ---------------------- |
| Біле Море       | 660                    |
| Кандалакша      | 35654                  |
| Колвиця         | 9                      |
| Лувеньга        | 575                    |
| Нівський        | 1043                   |
| Пінозеро        | 149                    |
| Проліви         | 42                     |
| Руч'ї           | 1                      |
| Федосеєвка      | 3                      |

| Мурманська область | Це незавершена стаття про Мурманську область. Ви можете допомогти проєкту, виправивши або дописавши її. |